# Paradoks blizanaca
Paradoks blizanaca je misaoni pokus u posebnoj teoriji relativnosti u kojem jedan od dva blizanaca putuje svemirskim brodom brzinom bliskom brzini svjetlosti, dok drugi ostaje na Zemlji. Nakon povratka na Zemlju, blizanac koji je putovao otkriva da je mlađi od brata koji je ostao na Zemlji. 
Ovaj efekt predviđen je Einsteinovom posebnom teorijom relativnosti. On nastaje zbog, pokusima potvrđenog, fenomena zvanog dilatacija vremena zbog kojega sat u gibanju pokazuje 'skraćeno' vrijeme u odnosu na statični sat s kojim je bio sinkroniziran.
Jedan primjer ovog fenomena uključjuje muone, čestice koje nastaju u gornjim dijelovima atmosfere koji mogu biti detektirani na tlu. Bez pojave dilatacije vremena muoni bi se raspali puno prije no što bi stigli do tla.
Drugi pokus potvrđuje dilataciju vremena uspoređujući efekte brzine dva atomska sata od kojih je jedan smješten na tlu, a drugi u nadzvučnom zrakoplovu. Nakon nekog vremena atomski sat na zrakoplovu pokazivat će malo zakašnjenje.
Paradoks će se povećati gledano iz položaja blizanca koji putuje: iz njegove perspektive njegov će se brat na Zemlji gibati brže. Tako putujući blizanac može svog brata na Zemlji promatrati poput sata u gibanju koji doživljava dilataciju vremena. Posebna relativnost kaže da su svi promatrači ekvivalentni i da niti jedan referentni okvir nije privilegiran. Putujući blizanac će očekivati da nakon povratka na Zemlju nađe svog brata blizanca mlađeg nego što je on sam, upravo suprotno očekivanju brata koji je ostao na Zemlji. Koji od blizanaca je u pravu?
Očekivanje putujućeg blizanca je pogrešno: posebna relativnost ne smatra sve promatrače ekvivalentnima, nego samo promatrače u inercijskim referentnim okvirima. Putujući blizanac mijenja referentni okvir (ubrzava) za vrijeme U-okreta. Blizanac na Zemlji miruje u istom referentnom okviru cijelo vrijeme trajanja putovanja (nije podložan ni silama ubrzanja ni silama usporenja).
Ne postoje dva nego tri relevantna inercijska okvira: jedan u kojem miruje blizanac koji ostaje na Zemlji, drugi u kojem putujući blizanac miruje na odlaznom putu i treći u kojem putujući blizanac miruje na povratnom putu. Putujući blizanac mijenja referentni okvir tokom ubrzanja i usporenja prilikom odlaska i povratka na Zemlju i prilikom odgovarajućeg usporenja i ubrzanja prilikom U-okreta. To je vrijeme za koje on mora prilagoditi 'izračunatu' dob blizanca koji miruje. To je sasvim umjetni efekt uzrokovan promjenom u definiciji simultanosti pri promjeni referetnog okvira. Evo zašto.
U posebnoj relativnosti ne postoji koncept "apsolutne sadašnjosti". Sadašnjost je definirana kao skup događaja koji se događaju simultano sa stajališta danog promatrača. Pojam simultanosti ovisi o referentnom okviru, stoga promjena referentnog okvira zahtjeva prilagodbu definicije sadašnjosti. Ako zamislimo sadašnjost kao (trodimenzionalni) 'prostor Minkovskog' tada promjena referentnog okvira rezultira promjenom inklinacije plohe.
U prostorvremenskom dijagramu (desno) životni pravac prvog blizanca odgovara okomitoj osi (njegov položaj je konstantan u vremenu). U prvom dijelu putovanja drugi blizanac pomiče se udesno (crna nagnuta linija), a u drugom dijelu putovanja nazad ulijevo. Plave linije pokazuju plohe simultanosti za putujućeg blizanca tokom prvog dijela putovanja, a crvene linije tokom drugog dijela putovanja. Za vrijeme U-okreta plohe simultanosti se križaju i putujući blizanac 'preskače' s plave na crvenu u vrlo kratkom vremenu prolazeći dugačak segment životne linije blizanca koji miruje. Blizanac u mirovanju odjednom "stari" puno brže u odnosu na putujućeg blizanca. 
Ponekad se smatra da paradoks blizanaca ne može biti riješen bez korištenja opće relativnosti, jer je jedan od blizanaca podložan ubrzanju prilikom U-okreta. To je pogrešno iz dva razloga. Prvo, ubrzanje može lako biti zanemariv dio putovanja ako je inercijski krak dovoljno dugačak. Drugo, u principu nije problem opisati efekt ubrzanja u posebnoj relativnosti ako se koriste zakoni fizike formulirani za inercijski referentni okvir – opća relativnost je potrebna samo u slučaju inercijskog referentnog okvira s gravitacijskim poljem. Posebna relativnost ne negira ubrzanje.